# Arhopala bosnikiana
Arhopala bosnikiana är en fjärilsart som beskrevs av James John Joicey och Talbot 1916. Arhopala bosnikiana ingår i släktet Arhopala och familjen juvelvingar. Inga underarter finns listade i Catalogue of Life.